# Вентворт (Северна Каролина)
Вентворт (енгл. Wentworth) град је у америчкој савезној држави Северна Каролина.

## Демографија
По попису из 2010. године број становника је 2.807, што је 28 (1,0%) становника више него 2000. године.
| Група             | 2000.         | 2010.         |
| Белци             | 2.234 (80,4%) | 2.256 (80,4%) |
| Афроамериканци    | 470 (16,9%)   | 404 (14,4%)   |
| Азијати           | 9 (0,3%)      | 9 (0,3%)      |
| Хиспаноамериканци | 37 (1,3%)     | 102 (3,6%)    |
| Укупно            | 2.779         | 2.807         |